# Snow Bros
Snow Bros. (яп. スノーブラザーズ Sunō Burazāzu) Аркадный платформер выпущенный в 1990 компанией Toaplan.

## Геймплей
Геймплей Snow Bros. схож с Bubble Bobble, выпущенной в 1986. Игра поддерживает до двух игроков, каждый игрок принимает роль одного из двух снеговиков Ника и Тома.  Игроки должны кидать снежки во врагов, пока те не превратятся в снежный ком. Враги частично покрытые снегом не могут двигаться, до тех пор пока не стряхнут его с себя.
После того, как враг был превращен в снежный ком, игрок может его толкнуть, прикоснувшись к нему. Снежный ком покатится, сбивая всех попавших под него врагов. Также снежный ком будет увеличиваться, собирая других врагов, закатанных в ком.
Каждые 10 уровней встречаются боссы. В версии для Sega Genesis после 50 уровня вы играете за спасенную вами принцессу.